# 池袋西口公園
池袋西口公園（いけぶくろにしぐちこうえん）は、東京都豊島区にある豊島区立の公園。池袋駅西口バスターミナルに隣接する。愛称はGLOBAL RING。

## 歴史
この地には1908年（明治41年）に東京府豊島師範学校が設置され、11年には附属小学校も開校した。太平洋戦争後、学校の周囲には闇市ができ、戦災で焼失した豊島師範の後身である東京第二師範学校が1946年（昭和21年）に小金井町（現：小金井市）に移転後も、附属国民学校は残置された。
学制改革で東京第二師範は都下の師範学校3校と統合し、1949年（昭和24年）に東京学芸大学として発足する。これに伴い、附属小学校は東京学芸大学東京第二師範学校豊島附属小学校となるが、東京第二師範の廃止を受け、51年に東京学芸大学附属豊島小学校と名称を改めた。
昭和30年代に入ると西口では駅前の区画整理問題が学芸大附属小移転とも絡んで浮上。1963年（昭和38年）に大学は学芸大附属小を翌年3月で廃校すると決め、69年に校舎は取り壊された。70年には跡地を取得した都から豊島区に施設建設予定地が子どもの遊び場として管理委託され、池袋西口公園が整備され、10月にはローラースケート場も開業した。
しかし、広い空き地のような状態が続き、夜は薄暗く、決して雰囲気は良くなかった。だが、長らく進展を見なかった国鉄所有地である芝浦工業大学高等学校跡地等の再開発計画が決定し、ここからほど近い国鉄官舎跡地に建てられたホテルメトロポリタンが1985年（昭和60年）に開業、さらに5年後には待望久しい東京芸術劇場が空閑地となっていた学芸大附属小跡地に開業し、これに併せ、公園も劇場の前庭公園として再整備された。
2002年（平成14年）9月には、音楽の演奏会などで利用可能な幅11.8メートル、奥行き5.4メートルの野外ステージも設置された。これは地元の立教大学卒業生と、池袋西口商店街連合会の働きかけにより、区内の商工団体などで構成された『元気な豊島をつくる会』によって建設され、区に寄贈されたもの。04年3月には同会によって開閉式ルーフも寄贈され、雨天でも催しを行うことが可能になった。

### 野外劇場 グローバルリング シアターを設置
区は2015年（平成27年）3月に「国際アート・カルチャー都市構想」を策定し、その一環で、池袋駅周辺の4つの公園を「アート・カルチャー・ハブ」に位置付け、各エリアの特性に応じ整備を進める方針を定めた。
これに基づき、池袋西口公園は、南池袋公園（2016年）、中池袋公園（2019年）に続くリニューアルが計画され、17年に実施のプロポーザルで三菱地所設計・ランドスケープ・プラスJVが設計者に選定され、基本設計から実施設計までを手掛け、提案した「グローバルリンク」を愛称として採用し、2019年（令和元年）11月16日、リニューアルオープンした。
リニューアルによって、かつてこの地にあった丸池をデザインモチーフにした大地のエネルギーが湧き上がる躍動感をらせん状に巻きあがるリングで表現した、6本の柱が支える五重リングのパーゴラ（グローバルリング）が設置され、その下の円形広場に沿って舞台棟やカフェ棟がつくられ、中央には噴水も設けられた。舞台棟には演奏音を50％だけ反射する反射板などを用いて、屋外では難しいとされるクラシックの生コンサートを可能にしたほか、大型サイネージや1万個以上のLED照明、スピーカー、ライブカメラを備え、様々なアクティビティにも対応する。このほか、カフェ棟の運営事業者にはプロントコーポレーションが選ばれ、外国人向け観光案内所を兼ねたカフェを運営している。
これらリニューアル事業を受けて、2024年度（令和6年度）に土木学会デザイン賞 優秀賞を受賞した。
2020年の東京五輪開催時には、公式ライブサイトとしてパブリックビューイングが行われる予定だった。

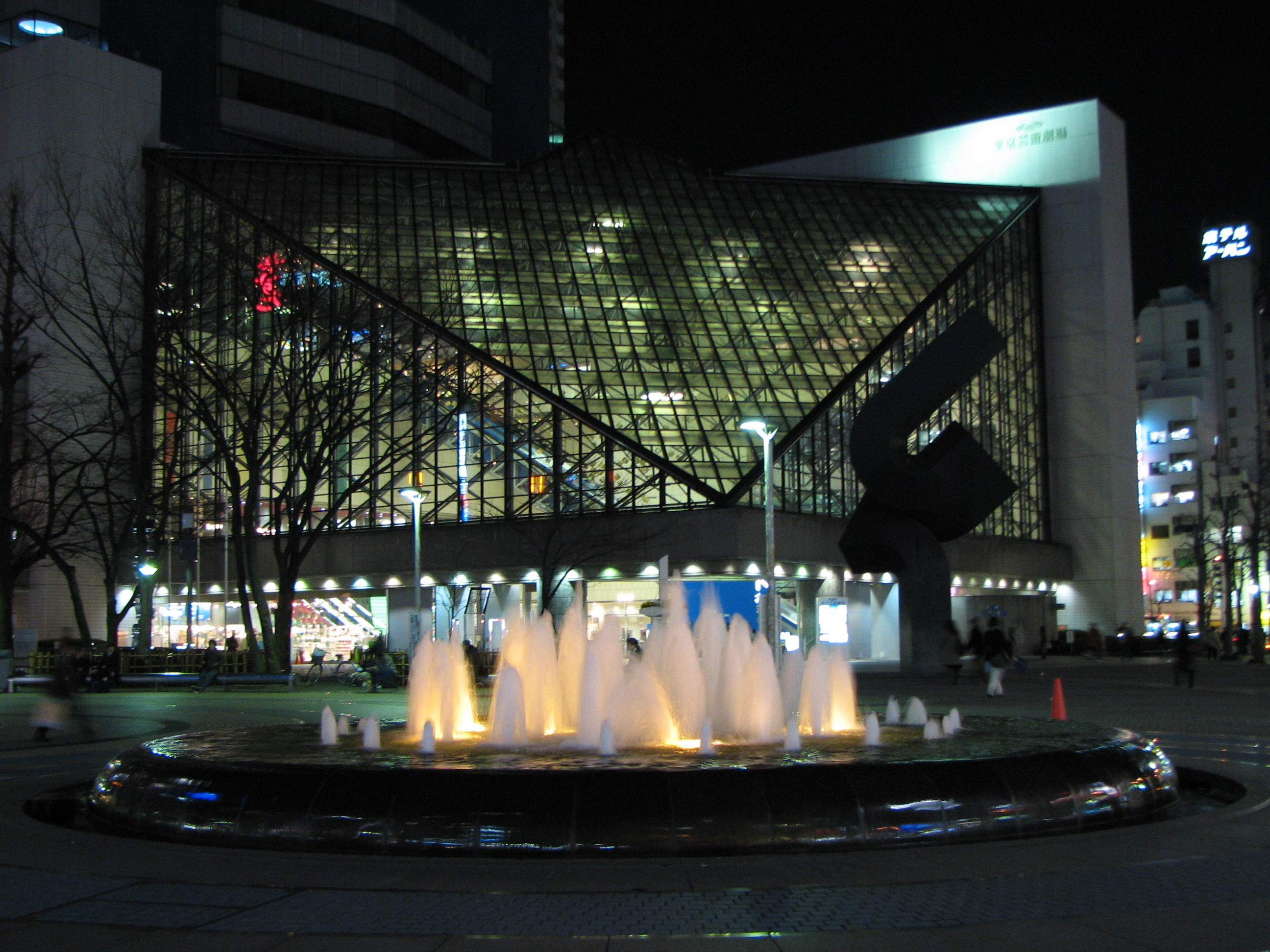
2019年の改装前の公園

## 作品の舞台として
1997年度オール讀物推理小説新人賞を受賞した石田衣良作の小説『池袋ウエストゲートパーク』が、2000年4月からTBSでテレビドラマ化された際、ロケ地として使われた。なお、「池袋ウエストゲートパーク」および「IWGP」なる名称は作中での呼称であり、公式名称ではない。